# Divinità minori della mitologia azteca
La mitologia azteca ha tantissime divinità e, oltre ai famosissimi Quetzalcoatl, Tezcatlipoca, Xipe Totec, Chalciuhtlicue e tanti altri, ci sono varie divinità minori ciascuna con una funzione. 
Alcune sono note solo per un rapporto di parentela con un altro Dio, qualche altro solo per la sua festa o il suo tempio. Alcune erano solo altri aspetti di una divinità principale o erano sotto il suo comando. Alcuni di loro (Cinteōtl o Piltzintecuhtli, per esempio) non erano neanche totalmente Dèi: potevano essere umani deificati oppure figli di umani (deificati e non). 
Molti di questi Dèi non avevano neanche una leggenda. Solo quella del Quinto Sole, in cui tutti gli Dèi vengono sacrificati, parla di queste divinità minori. 

## Lista

### Chimalmā
Chimalmā (“scudo nella mano”) è la madre di Ce Acatl Topiltzin Quetzalcoatl, figlio avuto col guerriero Mixcoatl.

### Cihuatecayotl, Huitztlampaehecatl,  Mictlampaehecatl e Tlalocayotl

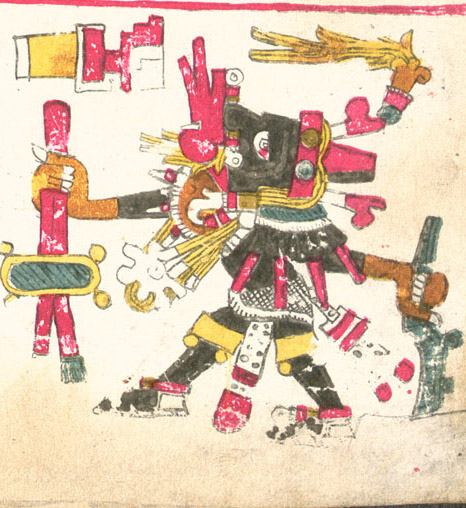
Ehecatl, dio di tutto il vento, dava ordini a Cihuatecayotl, Huitztlampaehecatl, Mictlampaehecatl e Tlalocayotl.

Cihuatecayotl (“colui che viene dalle nostre donne”), Huitztlampaehecatl (“vento del luogo delle spine”), Mictlampaehecatl (“vento dell'oltretomba”) e Tlalocayotl (“colui che viene dal Tlalocan”) erano rispettivamente il dio del vento dell'ovest, il dio del vento del sud, il dio del vento del nord e il dio del vento dell'est.
Erano tutti e 4 sotto il comando di Ehecatl (noto anche col nome di Quetzalcoatl), Dio del Vento.

### Itzpapalotl
Itzpapalotl (“farfalla di ossidiana”, anche chiamata Itzpapayotl) è un mostro con artigli di giaguaro e ali di farfalla, nonna di Mayahuel e nemica di Quetzalcoatl.
Uccise Mayahuel perché lei era andata sulla terra per danzare; dai resti di Mayahuel nacque il primo agave.

### Īxotecuhtli
Īxotecuhtli (“signore della vista”) è il dio della libertà nei vari sensi.

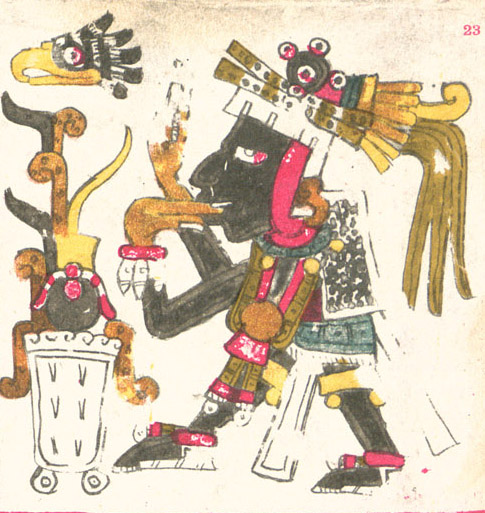
Ixtliton rappresentato nel Codice Yōhuālli Ehēcatl.

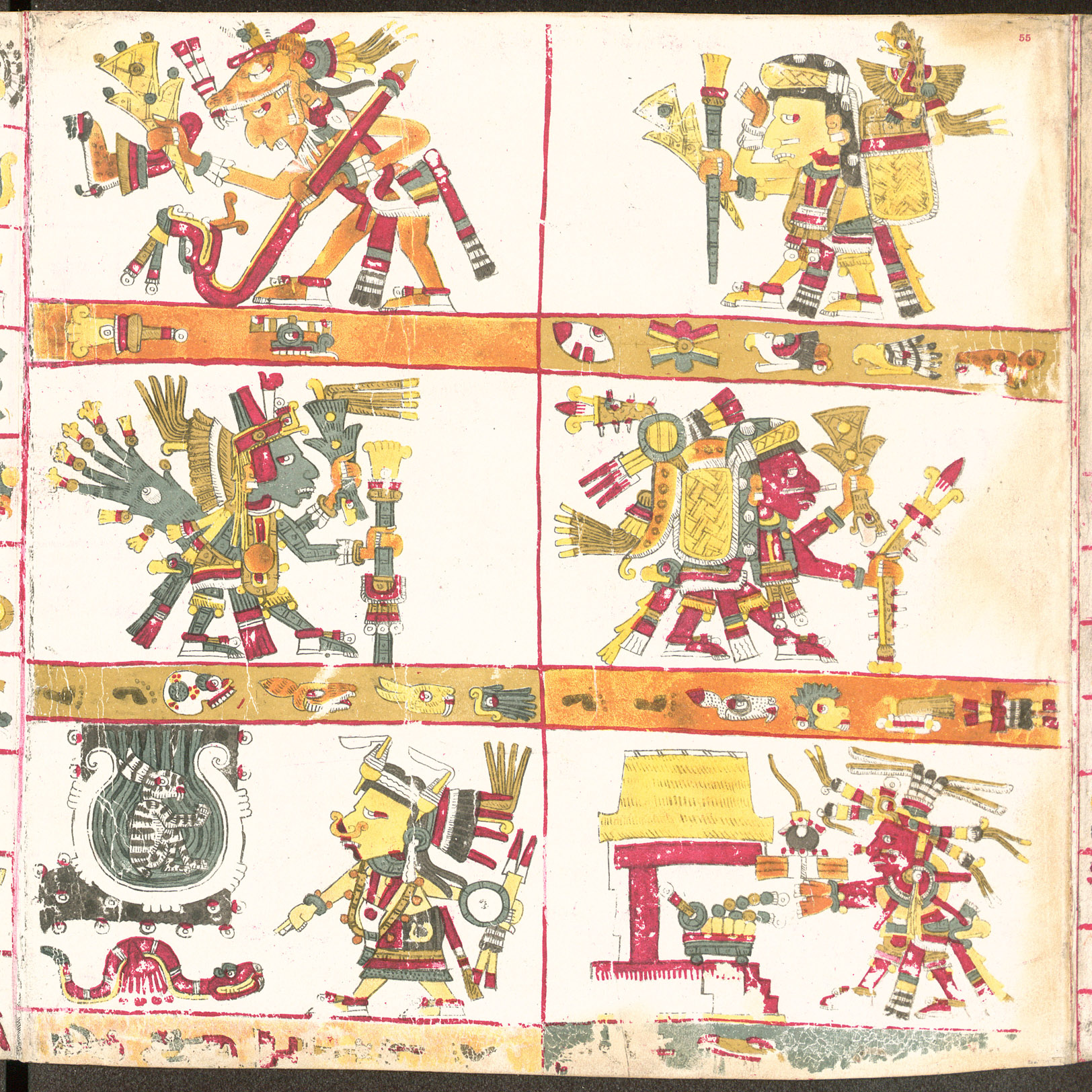
Pagina del Codice Yōhuālli Ehēcatl in cui sono rappresentati i tre fratelli Tlacotzontli, Yacatecuhtli e Zacatzontli insieme ad altre tre Divinità.

È rappresentato spesso con le ali ed è capace di attraversare i muri.

### Ixtliton
Ixtliton (“faccetta nera”, noto anche come Ixtlilton o Ixtlilto) è uno degli dèi della medicina, delle feste e dei giochi (insieme a Xochipiltzin); ha rapporti di amicizia (e secondo alcuni anche di parentela) molto stretti coi Centzon Totochtin.

### Mētztli
Mētztli (“la luna”) è la dea della luna in forma di coniglio, innamorata di Tonatiuh, dio del sole; in alcune versioni però la luna era Tecciztecatl, che colpito in faccia da un coniglio.
Da Metztli deriva il nome Mexihcah, ovvero Aztechi in Nahuatl.

### Nanahuatzin
Nanahuatzin (“con piccoli bubboni”, noto in occasioni più formali come Nanahuatl): il fatto che il suo nome contenga la parola “tzintli”, suffisso indicante familiarità, è un segno che tutti gli dèi gli erano amici; era il più umile degli dèi.
Si sacrificò per dare vita al Sole, ma poi in cambio richiese il sacrificio degli altri dèi: gli Aztechi, per ripagare il sacrificio degli dèi sacrificavano migliaia di vittime ogni giorno.

### Piltzintecuhtli
Piltzintecuhtli (“signore bambino” o “signor principino”, talora scritto Pillitecuhtli) era il dio del Sole all'alba, ma anche delle piante allucinogene; secondo le varie fonti, era figlio di Cipactonal e Oxomoco, i primi umani. Era perciò un semidio ma a quanto pare ben presto divenne un vero dio. Sposò Xochiquetzal e ne ebbe un figlio, Cinteōtl.

### Tlazotzontli, Yacatecuhtli e Zacatzontli
Tlacotzontli (“treccia di capelli”), Yacatecuhtli (“signore col naso”) e Zacatzontli (“capelli [fatti] di zacate”) erano tre fratelli, figli di Metztli; erano patroni dei viaggiatori.  

### Xochcua
Xochcua (“mangiatore di fiori”) era il Dio dei disboscamenti, compagno di Nanahuatzin; nel tempio Netlatiloyán lui e Nanahuatzin erano venerati come distruttori di fiori e piante.